# キャット・ピープル (曲)
「キャット・ピープル」（英語: Cat People (Putting Out Fire))は、イギリスのアーティスト、デヴィッド・ボウイがジョルジオ・モロダーと共作した楽曲で、映画『キャット・ピープル』の主題歌として1982年に発表された。1983年のシングル『レッツ・ダンス』のB面とアルバム『レッツ・ダンス』には、再録音されたバージョンが収録されている。

## シングル収録曲
| #  | タイトル                                              | 作詞・作曲                              | 時間 |
| -- | ----------------------------------------------------- | --------------------------------------- | ---- |
| 1. | 「キャット・ピープル」(Cat People (Putting Out Fire)) | デヴィッド・ボウイ ジョルジオ・モロダー | 4:08 |
| 2. | 「ポールのテーマ」(Paul's Theme (Jogging Chase))      | モロダー                                | 3:51 |

| #  | タイトル                                              | 作詞・作曲      | 時間 |
| -- | ----------------------------------------------------- | --------------- | ---- |
| 1. | 「キャット・ピープル」(Cat People (Putting Out Fire)) | ボウイ モロダー | 6:41 |
| 2. | 「ポールのテーマ」(Paul's Theme (Jogging Chase))      | モロダー        | 3:52 |

## クレジット
1982年版
- デヴィッド・ボウイ : リード・ボーカル
- ジョルジオ・モロダー : キーボード、ギター、ベース、プロデュース
- マイケル・ランドウ、ティム・メイ : ギター
- リーランド・スカラー : ベース
- キース・フォーシー : ドラムス

1983年版
- デヴィッド・ボウイ : リード・ボーカル
- カーマイン・ロハス : ベース
- オマー・ハキム、トニー・トンプソン : ドラムス
- ナイル・ロジャース : リズムギター、プロデュース
- スティーヴィー・レイ・ヴォーン : リードギター
- ロブ・サビーノ : キーボード
- サミー・フィゲロア : パーカッション
- ザ・シムズ・ブラザーズ・バンド、デヴィッド・スピナー : バッキング・ボーカル

## チャート
| チャート（1982年）                   | 最高位 |
| ------------------------------------ | ------ |
| オーストラリア (Kent Music Report)   | 15     |
| ニュージーランド (Recorded Music NZ) | 1      |
| ノルウェー (VG-lista)                | 1      |
| スウェーデン (Sverigetopplistan)     | 1      |
| スイス (Schweizer Hitparade)         | 8      |
| UK シングルス (OCC)                  | 26     |
| US Billboard Hot 100                 | 67     |
| US Dance Club Songs (Billboard)      | 14     |
| US Mainstream Rock (Billboard)       | 9      |

## 収録作品
- キャット・ピープル: オリジナル・サウンドトラック（1982年）
- レッツ・ダンス（1983年）
- シリアス・ムーンライト（1984年）
- サウンド+ヴィジョン（英語版）（1989年）
- ザ・シングルス・コレクション（1993年）
- ベスト・オブ・ボウイ（英語版）（2002年）
- プラチナム・コレクション（英語版）（2005年）
- ザ・ベスト・オブ・デヴィッド・ボウイ 1980/1987（英語版）（2007年）
- ア・ニュー・キャリア・イン・ア・ニュー・タウン (1977-1982)（英語版）（2017年）
- ラヴィング・ジ・エイリアン(1983-1988)（英語版）（2018年）